# Koshkar
Koshkar är en ort i Kazakstan. Den ligger i den sydöstra delen av landet, 1 100 km sydost om huvudstaden Astana. Koshkar ligger 2 024 meter över havet och antalet invånare är 311.
Terrängen runt Koshkar är varierad. Runt Koshkar är det mycket glesbefolkat, med 7 invånare per kvadratkilometer. Det finns inga andra samhällen i närheten. Trakten runt Koshkar består i huvudsak av gräsmarker.